# Konski & Krüger

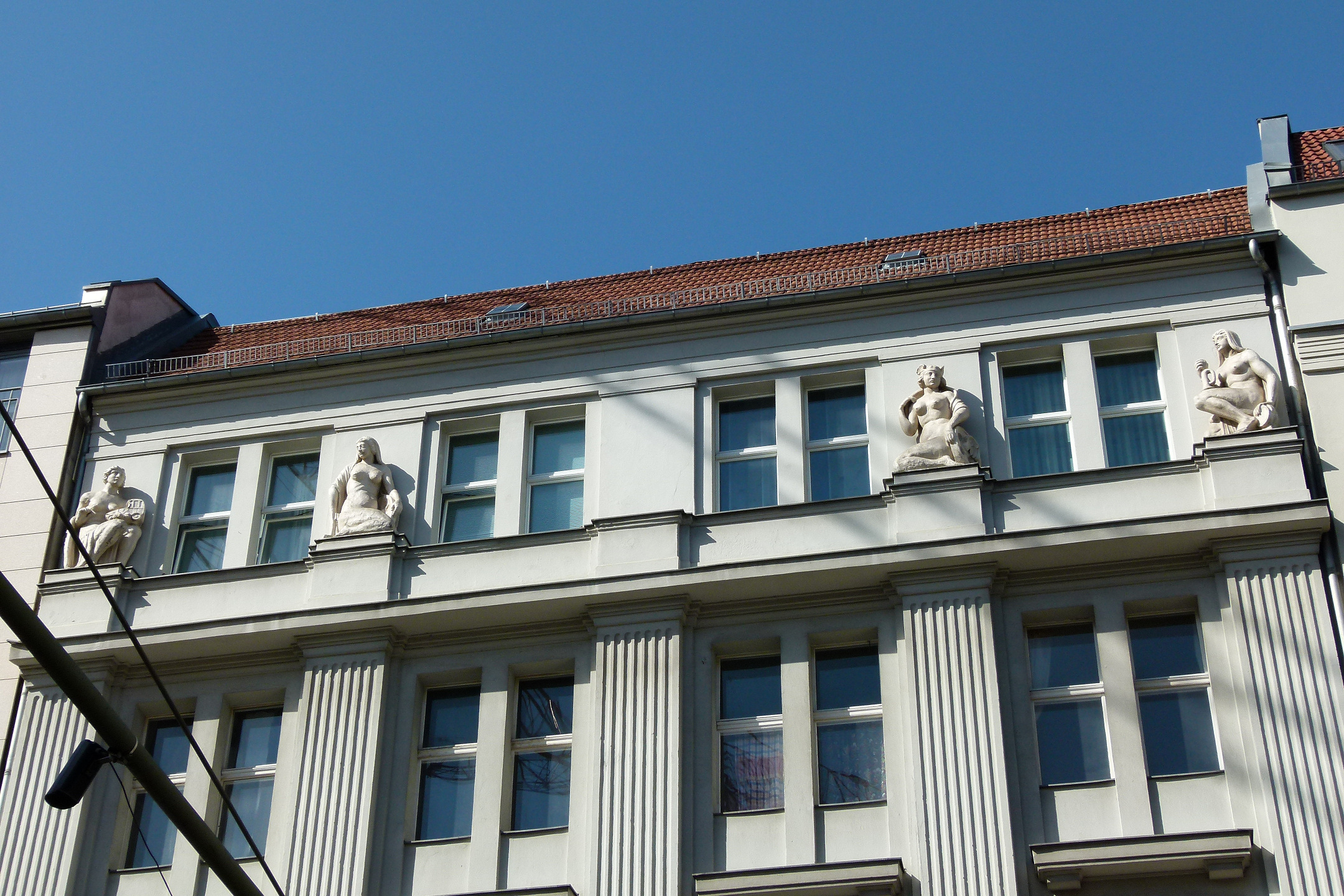
Attika-Figuren am Haus Chausseestraße 117, dem ehemaligen Sitz von K&K

Konski & Krüger (kurz: K&K) war ein im 20. Jahrhundert während der Zeit der Weimarer Republik und des Nationalsozialismus bestehendes Unternehmen, das elektrische, mechanische sowie elektromechanische und elektroakustische Komponenten und Geräte entwickelte und fertigte. K&K selbst umriss das Tätigkeitsfeld mit „Fabrik elektr. und mechan. Apparate, Telefon und Telegrafenbau“. Vor und während des Zweiten Weltkriegs war es das Hauptfertigungswerk für die kriegswichtige Chiffriermaschine Enigma.  Sitz der Firma war die Chausseestraße 117 in Berlin-Mitte. Gegen Ende des Krieges wurde die Fertigung von Berlin nach Geyer ins sächsische Erzgebirge ausgelagert.

## Geschichte

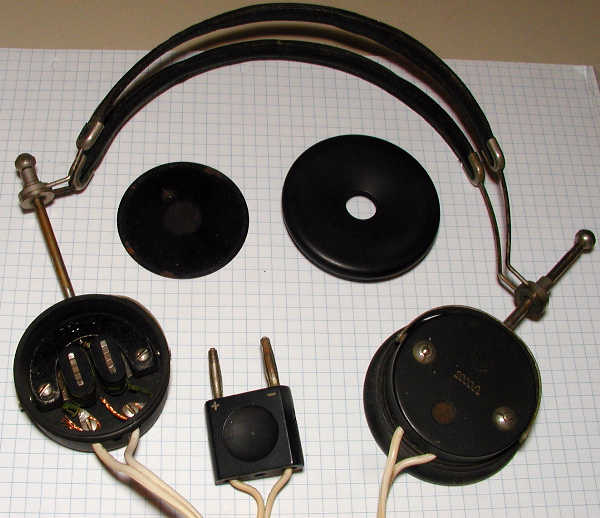
Doppelkopfhörer ähnlich wie im Bild gehörten zum Produktkatalog von K&K

Der Name Konski & Krüger war seit 1923 in der Radiobranche bekannt. Eine frühe Spur von K&K stammt aus den Jahren 1925 und 1929, als sie noch als Konski & Krüger Telefonfabrik firmierte und ihren Sitz in Berlin-Mitte am Schiffbauerdamm 19 hatte. Die bekanntesten Produkte aus den 1920er und 1930er Jahren waren diverse Lautsprechersysteme, die unter dem (von Membrane abgeleiteten) Markennamen „MEMBRA“ als Konsumerprodukte vertrieben wurden. Dazu gehörte ein „Freischwinger-Kraftsystem“ im Bakelit-Gehäuse, genannt „REKORD“, und ein sowohl als Einbauchassis wie auch komplett als Lautsprecher angebotenes Modell der Type „ROYAL“ (siehe Werbehandzettel unter Weblinks). Ein Katalog aus dem Jahr 1937/1938 zeigt diverse MEMBRA-Produkte, wie Sperrkreise als Ergänzung zur Verbesserung des Fernempfangs für Volksempfänger, Lautsprecher, Kopfhörer und Morsetasten.
In den Jahren 1943/44 wurden von K&K gefertigte Zweiwege-Koaxiallautsprecher vom Typ O15 (System Eckmiller) genutzt, um die mithilfe eines Magnetophon-Tonbandgerätes Typ K7 aufgenommenen weltweit ersten stereofonen Tonaufnahmen wiederzugeben.
K&K fertigte spätestens ab 1930 unter Lizenz zunächst für die Reichswehr und später für die Wehrmacht die im Krieg in großer Stückzahl (insgesamt etwa 40.000 Maschinen) eingesetzte Schlüsselmaschine Enigma. Im 4. Stockwerk des Fertigungsgebäudes gab es einen besonders geschützten Bereich, in dem die geheime Verdrahtung der Enigma-Walzen sowie die Endmontage und Endprüfung der Maschinen durchgeführt wurde. Hierzu hatte nur ein sehr kleiner und erlesener Kreis besonders vertrauenswürdiger Mitarbeiterinnen und Mitarbeiter Zutritt. Die während des Kriegs von K&K hergestellten Enigma-Maschinen trugen aus Geheimhaltungsgründen auf dem Typenschild nicht den Firmennamen, sondern das codierte Fertigungskennzeichen gvx für Konski & Krüger.